# Giuseppe Arena (militare)
Giuseppe Arena (Pizzoni, 6 febbraio 1899 – Manué, 28 febbraio 1936) è stato un militare italiano, insignito della medaglia d'oro al valor militare a vivente nel corso della guerra d'Etiopia.

## Biografia
Nacque a Pizzoni, provincia di Catanzaro, il 6 febbraio 1899, figlio di Giorgio e Maria D'Agostino. Dopo aver conseguito la maturità classica presso il Liceo Ginnasio di Vibo Valentia, nell'aprile 1917 fu arruolato nel Regio Esercito e pochi mesi dopo nominato aspirante ufficiale. Nel novembre 1917 divenne sottotenente in servizio permanente effettivo per meriti di guerra. Prese parte alle operazioni belliche nel corso della prima guerra mondiale, dapprima con il 225º Reggimento fanteria "Arezzo" distinguendosi sul fiume Piave durante la battaglia del solstizio del giugno 1918, e poi, promosso tenente, nel 14º Reggimento fanteria  della Brigata Pinerolo. Nel 1925 fu trasferito al 7º Reggimento alpini, e con la promozione a capitano nel 1930, all'8º Reggimento alpini. Nel febbraio 1934 passò al 4º Reggimento alpini e un anno dopo, trasferito al Regio corpo truppe coloniali d'Eritrea, si imbarcò a Napoli per l'Africa Orientale. Sbarcato a Massaua, in Eritrea, il 14 marzo 1935, assunse il comando della 3ª Compagnia del VII Battaglione eritreo. Partecipò alle operazioni belliche nel corso della guerra d'Etiopia, e cadde in combattimento a Manué, durante la battaglia di Bararus,  il 28 febbraio 1936, venendo insignito della medaglia d'oro al valor militare alla memoria.

### Fonti
1. ↑  Combattenti Liberazione.
2. 1 2  Gruppo Medaglie d'Oro al Valor Militare 1965, p. 157.
3. 1 2 3 4 5  Bianchi, Cattaneo 2012, p. 18.
4. ↑  Bianchi, Cattaneo 2012, p. 17.
5. ↑   Medaglia d'oro al valor militare, su quirinale.it, Quirinale. URL consultato l'11 luglio 2021.